# 卡拉巴松
卡拉巴松(Calabarzon)為菲律賓呂宋的一個大區，地區中心為內湖省卡蘭巴，又稱Region IV-A，卡拉巴松一詞由下轄的五個省份的名稱取部分字母組合而成，分別為甲米地省(CAvite)、內湖省(LAguna)、八打雁省(BAtangas)、黎剎省(Rizal)及奎松省(QueZON)。卡拉巴松位於馬尼拉都會區東南方。
這里在在2002年5月17日前與民馬羅巴統稱為南他加祿，占當時該國7650萬人口的15.42%。
1. ↑  
Census of Population (2015). . PSA. |chapter=被忽略 (帮助);